# 松普爾納河
53°44′36″N 15°15′51″E / 53.74333°N 15.26417°E
松普爾納河是波蘭的河流，位於該國北部，處於西波美拉尼亞省，屬於烏克萊亞河的左支流，河道全長60公里，流域面積88平方公里。